# Lineáris A írás
A lineáris A írásrendszert a krétai minósziak használták i. e. 1800 és i. e. 1450 között
a feltételezett minószi nyelv vagy nyelvek írására. A lineáris A volt a minószi civilizáció palotai és vallási írásaiban használt elsődleges írásmód. Ezt követte a Lineáris B írás, amelyet a mükénéiek használtak a görög nyelv egy korai formájának írására. A lineáris A írást Sir Arthur Evans régész fedezte fel 1900-ban, de az ezzel írt szövegeket még nem sikerült megfejteni.
Evans „lineárisnak” nevezte el az írást, mert a karakterek egyszerűen agyagba írt vonalakból álltak, ellentétben a krétai hieroglifák piktografikusabb karaktereivel, amelyeket ugyanebben az időszakban használtak.
A lineáris kifejezés arra utal, hogy az írást "stílus"-nak nevezett pálcikával írták, amellyel vonalakat vájtak egy agyagtáblába, ellentétben az ékírással, amelyet úgy írtak, hogy háromszög keresztmetszetű pálcikával ékeket nyomtak az agyagba.
A lineáris A az egyiptomi és mezopotámiai írásrendszerektől függetlenül kialakult írások egy csoportjába tartozik. A Kr. e. második évezredben négy fő ága létezett: lineáris A, lineáris B, 
Ciprusi-minószi írás, krétai hieroglifák. Az 1950-es években a lináris B-t mükénéi görögként fejtették meg. A lineáris B írás számos szimbólumon osztozik a lineáris A-val, és hasonló szótagértékeket jelölhetnek, de egyelőre sem ezek, sem más javasolt olvasatok nem vezetnek olyan nyelvhez, amelyet a tudósok olvasni tudnának. Az írás egyetlen olyan része, amelyet biztonsággal lehet olvasni, a számok jelei – amelyek azonban csak számértékekként ismertek; a számok szavai továbbra is ismeretlenek.

## Írás
Az A vonalas írásról és a minószi nyelvről a legtöbb hipotézis a B vonalas írásból indul ki.
A Lineáris A több száz jellel rendelkezik, amelyekről úgy vélik, hogy a Lineáris B-hez hasonlóan szótag-, ideográfiai és szemantikai értékeket képviselnek. Bár a feltételezett szótagjelek közül sokan hasonlítanak a Lineáris B-ben található jelekhez, a Lineáris A logogramjainak körülbelül 80%-a egyedi; a Lineáris A és a Lineáris B jelei közötti hangértékbeli különbség 9% és 13% között mozog. Elsősorban balról jobbra íródott, de időnként jobbról balra vagy busztrofedon írásként is megjelenik.
A lineáris A jelek négy kategóriába sorolhatók:
- számjegyek és metrikus jelek;
- fonetikus jelek;
- ligatúrák és összetett jelek;
- ideogrammák.

## Jelek

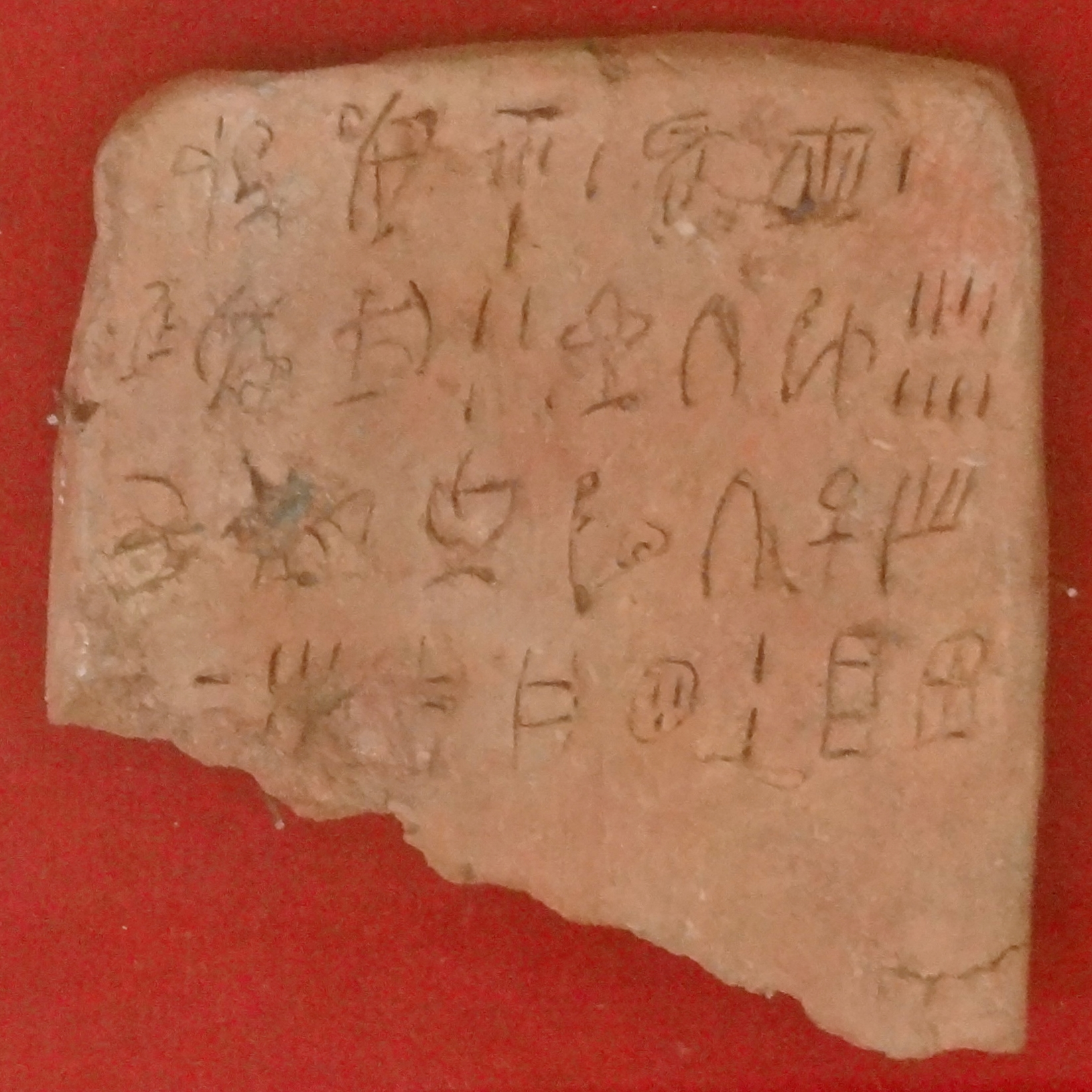
Lineáris A írás a zakrosi múzeumból

A vonalas jelek: jelek és számozás E. Bennett szerint. A jelek olvasása a B vonalas analógok alapján történik.
A vonalas táblákat főként Krétán tárták fel, de más görögországi lelőhelyen, valamint Törökországban és Izraelben is találtak. A fennmaradt korpusz, amely mintegy 1427 példányból áll, és összesen 7362-7396 jelet tartalmaz, ha szabványos betűtípusra méreteznénk, könnyen elférne akár két papírlapon is. A lineáris A-t különböző dolgokra írták, például kőből készült áldozati táblákra és edényekre, arany és ezüst hajtűkre, kerekekre és kerámiákra. A feliratok egy része, elsősorban az asztalokon és edényeken, általában egy "felajánlási formulát" tartalmaz, amelyet sokat tanulmányoztak. A krétai hieroglifák található hasonló szerkezet, az "archanészi formula" a fő javasolt kapcsolat a Lineáris A-val.
A Lineáris A legkorábbi feliratai Phaisztoszból származnak, egy olyan rétegből, amelyet a középminószi II. időszak végére datálnak: vagyis legkésőbb i. e. 1700 körülre. Lineáris A szövegeket egész Kréta szigetén találtak, valamint néhány égei-tengeri szigeten (Kíthira, Kéosz, Szantorini, Mílosz), a görög szárazföldön Ájosz Sztéfanosz, Kis-Ázsia nyugati partvidékén (Milétosz, Trója) és Levantéban (TelHaror). Néhány Lineáris A feliratú pecsétkövet is találtak.

## Kréta
A Lineáris A táblák, melyek között sok a töredékes, fő felfedezései a krétai Hagia Triadában, Zakroszban és Khaniában történtek:.
Krétán a következő helyszíneken fedeztek fel feliratokat:
- Apodoulou
- Archanesz
- Arkalochori
- Armenoi
- Gournia
- Hagia Triada (147 tábla)
- Kardamoutsa
- Kato Simi
- Khania (98 tábla)
- Knósszosz
- Kophinasz
- Larani
- Mallia
- Mochlosz
- Juktasz-hegy
- Myrtosz

- Pyrgosz
- Nerokourou
- Palaikasztro
- Petrasz

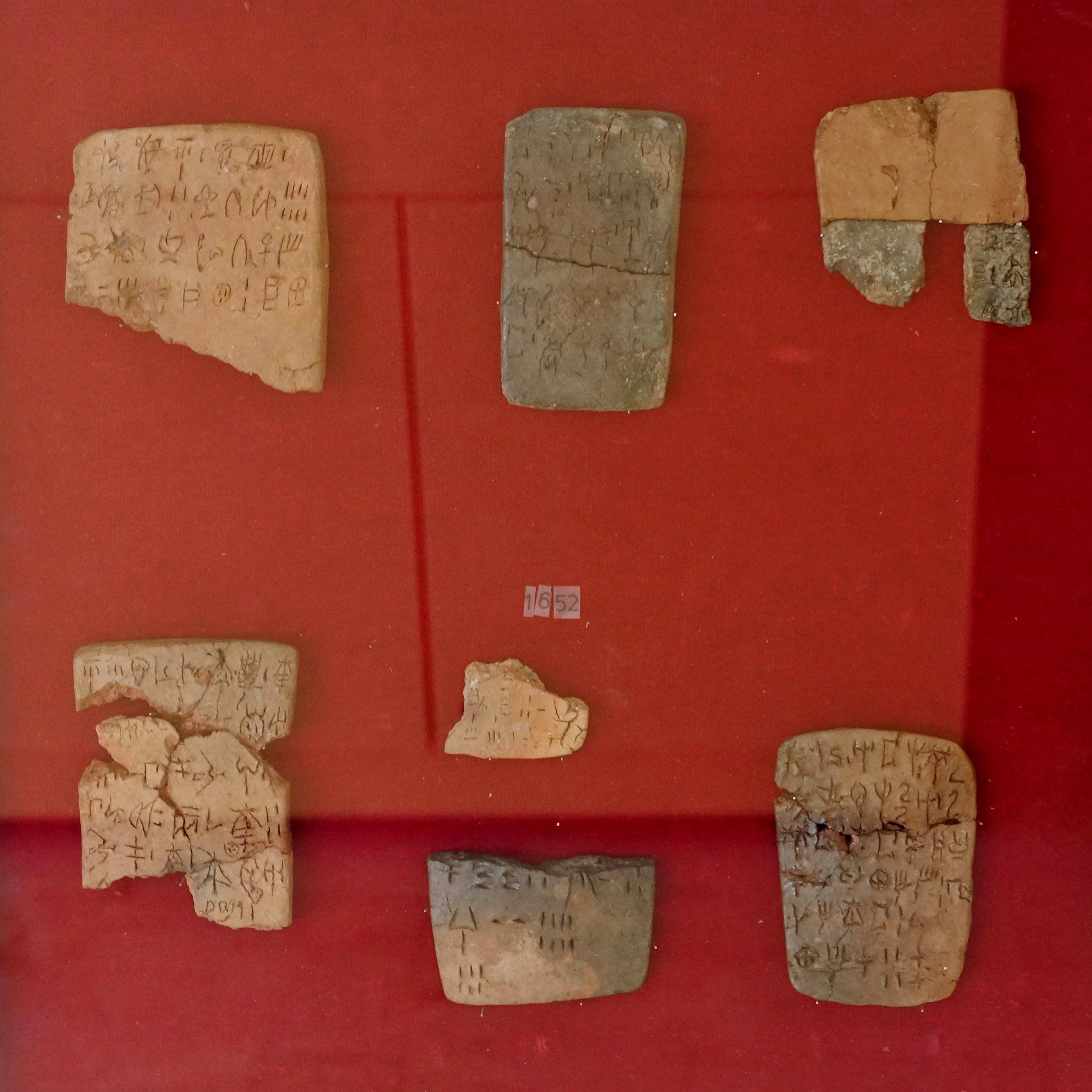
Lineáris A agyagtáblák a zakrosi múzeumból

- Petsophas (1 felajánlási asztal töredéke)
- Phaisztosz
- Platánosz
- Porosz, Heraklion
- Prassza
- Pszeira (2 pithoi töredék)[4]
- Pszychro
- Pyrgos Tylisszosz
- Szitia
- Szkhiniasz
- Szkotino barlang
- Traosztalosz
- Troulosz
- Vryszinasz
- Zakrosz (31 tábla)

## Krétán kívül
Lineáris A tábla Zakrosz palotájából, Szitiai Régészeti Múzeum, Szitia Archeológiai Múzeum.
1973-ig Krétán kívül csak egy A vonalas táblát találtak (a Kükládok Kea szigetén), azóta más helyeken is találtak feliratokat.
A Krétán kívül talált feliratok többsége – ha nem az összes – úgy tűnik, hogy helyben készült, amint azt az anyagának összetétele és más jelek is mutatják. A Krétán kívül talált feliratok alapos elemzése arra is utal, hogy olyan írást használtak, amely valahol a Lineáris A és a Lineáris B között helyezkedik el, és mindkettő elemeit ötvözi.

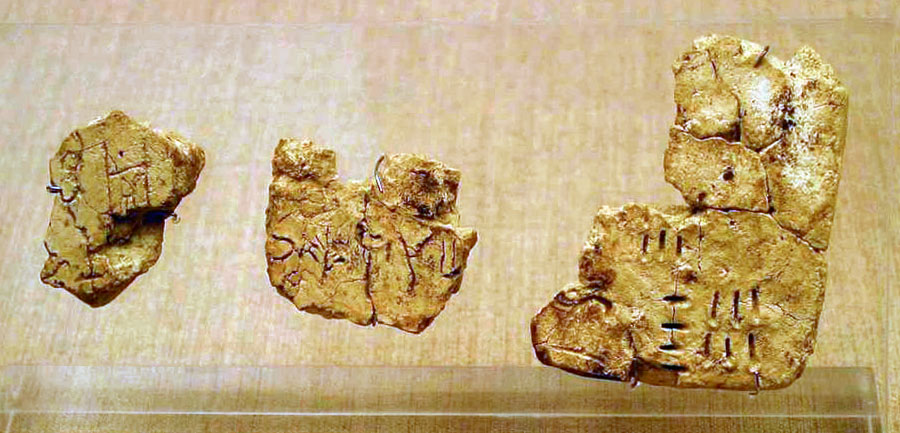
Lineáris A írás agyagtábla töredéken

## Más görög szigetek
- Kéosz
- Kíthira
- Mílosz
- Szamothraké
- Szantorini (5 váza, 2 ostraka és 3 agyagtábla töredék)

## Görögország szárazföldi része
- Mükéné
- Tirynsz
- Hagiosz Sztephanosz, Laconia
- Anatóliai szárazföld
- Milétosz (1 edénytöredék)
- Trója (2 agyagorsó)

Állítások szerint Délkelet-Bulgáriában is találtak egy Lineáris A feliratot. Egy másik, valamivel szolidabb lelet Tel Lachishban. Egy Tel Harorban talált minószi graffito egy edénytöredéken vagy Lineáris A, vagy krétai hieroglifák.

## Kronológia
Lásd még: Lineáris B írás kronológia
A lineáris A legkorábbi előfordulása Kr. e. 1800 körül kezdődik (középminószi IB). Kr. e. 1625 körül (középminószi IIIB) vált kiemelkedővé, és Kr. e. 1450 körül (késő minószi I) tűnt el a használatból. A krétai hieroglifákkal egyidős volt, és valószínűleg a krétai hieroglifákból származott, és a Lineáris B egyik őse lehet. 
A krétai hieroglifák, a Lineáris A és a Lineáris B – a három, egymást átfedő, de különböző írásrendszer a bronzkori Krétán és a görög szárazföldön.

## Példák
Lásd még: Lineáris B írás felfedezése
Arthur Evans régész "Lineárisnak" nevezte el az írást, mivel annak karakterei egyszerűen agyagba írt vonalakból álltak, ellentétben az ugyanebben az időszakban használt krétai hieroglifák piktografikusabb karaktereivel.
Az északnyugat-anatóliai Troádban több, a lineáris A-hoz hasonló jelekkel felírt táblát találtak. Bár státuszuk vitatott, lehet, hogy importáltak voltak, mivel nincs bizonyíték minószi jelenlétre Tróádban. E jelek egyedi trójai írásként való besorolását (melyet a kortárs orosz nyelvész, Nyikolaj Kazanszkij javasolt) más nyelvészek nem fogadják el.

## A lineáris A és a lineáris B összehasonlítása
1945-ben E. Pugliese Carratelli mutatta be először a Lineáris A és Lineáris B párhuzamok osztályozását. W. C. Brice azonban 1961-ben módosította a Pugliese Carratelli-féle rendszert, amely a Lineáris A források szélesebb körén alapult, de Brice nem javasolt Lineáris B megfelelőket a Lineáris A jeleknek. Louis Godart és Jean-Pierre Olivier az 1985-ös Recueil des inscriptions en linéaire A (GORILA) című kiadványában E. L Bennett standard számozásán alapuló, a Lineáris B jelek E. L Bennett-féle számozásán alapuló, a Lineáris A és B jelek közös számozását vezette be.

## Fonetika
Úgy tűnik, hogy a lineáris A írás jeleinek többsége grafikus megfelelővel rendelkezik a lineáris B szótagkönyvben. A Ajía Triáda HT 95 és HT 86 táblák összehasonlítása azt mutatja, hogy azonos szó-listákat és valamilyen fonetikai módosítást tartalmaznak. Azok a tudósok, akik a Linear A-t a Linear B fonetikai értékeivel közelítették meg, azonos szavak sorozatát állították elő. A B-vonalas A-vonalas párhuzamok: ku-ku-da-ra, pa-i-to, ku-mi-na, di-de-ro →di-de-ru, qa-qa-ro→qa-qa-qa-ru, a-ra-na-ro→a-ra-na-na-re. Bár ezek a szavak azonosak, néhányat, például a ka-pa-t, sokkal különböző módon használják.

## A nyelvvel kapcsolatos elméletek
Akrotíriben is találtak egy korsóra vésett lineáris A írást. Nehéz értékelni a lineáris A adott elemzését, mivel kevés támpont áll rendelkezésre a feliratok olvasásához. A megfejtés legegyszerűbb megközelítése az lehet, ha feltételezzük, hogy a lineáris A értékei többé-kevésbé megegyeznek a megfejtett lineáris B írásnak adott értékekkel, amelyet a mükénéi göröghöz használtak. Felmerült az is, hogy a lineáris A két nyelvet kódol.

## Görög
1957-ben Vladimir I. Georgiev bolgár tudós tette közzé Le déchiffrement des inscriptions crétoises en linéaire A ("A krétai feliratok megfejtése a lineáris A-ban") című munkáját, amelyben kijelenti, hogy a lineáris A görög nyelvi elemeket tartalmaz. Georgiev ezután 1963-ban Les deux langues des inscriptions crétoises en linéaire A ("A krétai feliratok két nyelve a Lineáris A-ban") címmel újabb munkát publikált, amelyben azt állította, hogy a Ajía Triáda táblák nyelve görög volt, de a Lineáris A korpusz többi része hettita-luwi nyelvű. 1963 decemberében a Harvard Egyetemről kidolgoztak egy listát a Lineáris A és Lineáris B kifejezésekről, amely azon a feltételezésen alapult, "hogy a két írásmódban azonos vagy hasonló alakú jelek hasonló vagy azonos fonetikai értékeket fognak képviselni"; kidolgozójuk arra a következtetésre jutott, hogy a Lineáris A nyelve "görögszerű" és indoeurópai elemeket hordoz. Michael Ventris 1952-es megfejtése a B vonalas írásról a görög nyelv régi formájára utal: az A vonalas írásból származik, és hogy az A vonalashoz kapcsolódó jelek ugyanazt az értéket fejezhetik ki, mint a B vonalasban. A B vonalas értékek a rokon szavaknál mindenütt nagyszámú azonos alakot vagy azonos tövű, de a véghangzóval váltakozó, vagy csaknem azonos alakot adnak a lineáris szövegek között, főként a Ajía Triáda szövegei között.
Egy egyszerű morfológiából azonban következtetéseket vagy érveket levonni módszertanilag aligha tekinthető kielégítőnek. Yves Duhoux az AEGEANET-en 1998 márciusában az "A lineáris A mint görög" című vitában:
"Szeretnék emlékeztetni néhány alapvető tényre a Lineáris A nyelv görögségével kapcsolatban: (1) A Lineáris A-ban és a Lineáris B-ben más a "totál" szó: LB to – so(- de); LA > B ku-ro. (2) A Lineáris B nyelvben lényegesen kevesebb az "előtagozás", mint a Lineáris A-ban. (3) A Lineáris A szövegek, amelyekben eléggé biztosak vagyunk abban, hogy ugyanannak a "szónak" variáns alakjai vannak, teljesen más morfológiai (mármint: nyelvtani) jellegzetességeket mutatnak, mint a Lineáris B-ben. A következtetésnek az kell lennie, hogy még ha találhatunk is véletlenszerű hasonlóságokat a két nyelv szavai között (ne feledjük, hogy ez statisztikailag KELL, hogy megtörténjen: pl. az angol és a perzsa ugyanazt a szót használja a "bad" jelentés kifejezésére, holott bizonyított, hogy a két szónak egyáltalán nincs genetikai kapcsolata), szerkezetileg valószínűleg különböznek egymástól.

## Anatóliai nyelvek

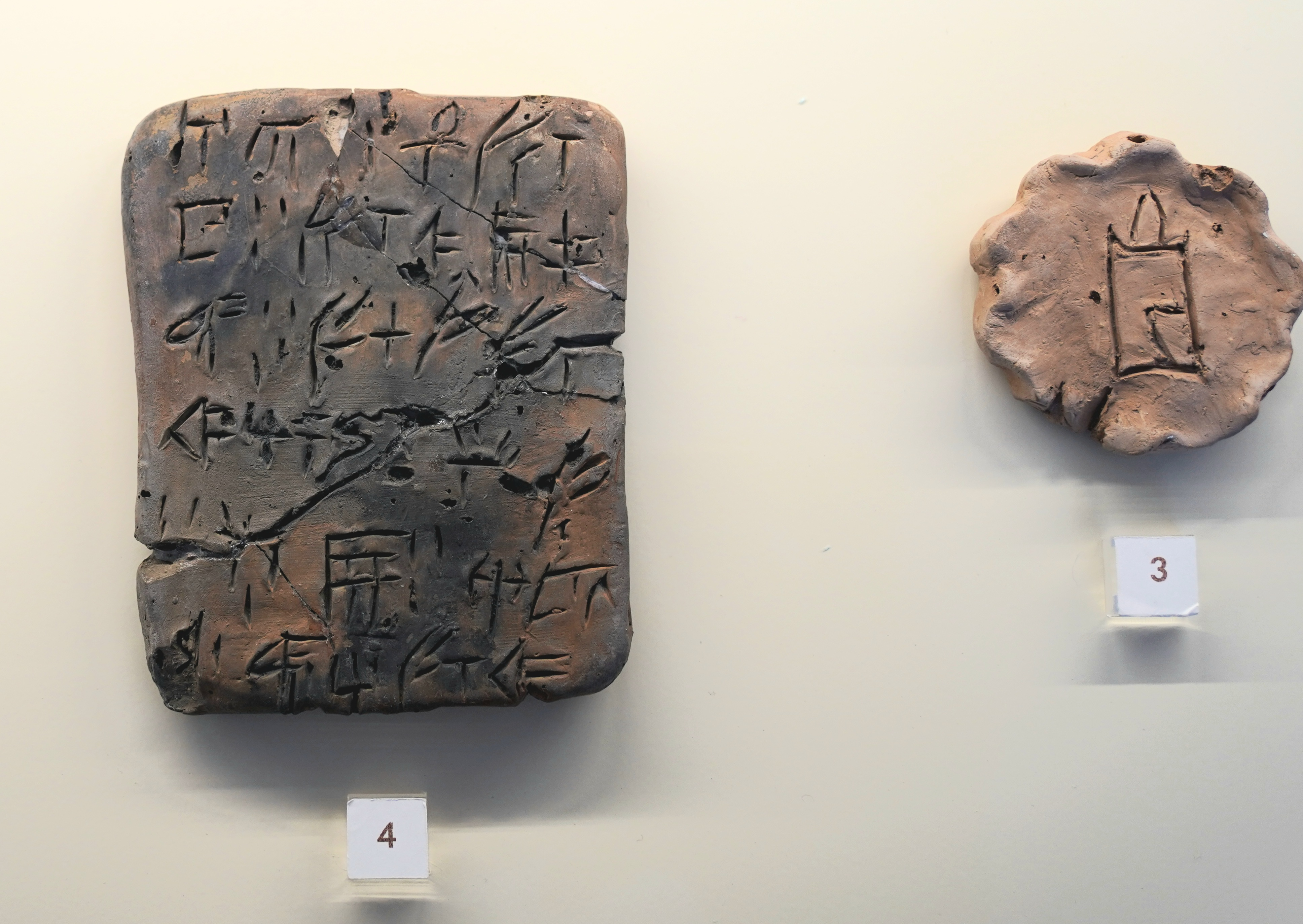
Lineális A írás a Chania-i múzeumból

Az 1950-es évek vége óta egyes tudósok felvetették, hogy a lineáris A nyelv egy anatóliai nyelv lehet.

## Luwi
Palmer (1958) a Lineáris B fonetikai értékeken alapuló elméletet terjesztett elő, amely szerint a Lineáris A nyelv szoros rokonságban állhat a luwival. Az elmélet azonban nem nyert általános támogatást a következő okok miatt:
Nincs figyelemre méltó hasonlóság a minószi és a hitto-luwiai morfológia között.
A hitto-luwiai népek eredetére és Anatóliába való vándorlásukra (akár a Balkánról, akár a Kaukázusból) vonatkozó létező elméletek egyike sem kapcsolódik Krétához.
A hitto-luwiaiak és a minószi Kréta között nem volt közvetlen kapcsolat; ez utóbbit soha nem említik a hitto-luwiai feliratok. Az ókori Kis-Ázsia nyugati partvidéke mentén fekvő kis államok természetes akadályokat jelentettek a hitto-luwiaiak és a minószi Kréta között.
Az anyagi kultúrában jelentős különbségek voltak a hitto-luwiai és a minószi civilizáció között.
Vannak újabb munkák, melyek a luwiai kapcsolatra összpontosítanak, de nem a minószi nyelv anatóliai voltára, hanem inkább a luwii nyelvből való lehetséges kölcsönzésekre, beleértve magának az írásrendszernek az eredetét is. Richard Janke azt javasolta, hogy "a hettita és luwi rokonértelműek gyakran újra megjelennek a Lineáris A-ban."

## Líciai
Egy 2001-es cikkében Margalit Finkelberg, a Tel Aviv-i Egyetem emerita klasszika professzora "nagyfokú egyezést feltételezett a minószi és a líciai fonológiai és morfológiai rendszere között", és azt javasolta, hogy "a Lineáris A nyelve vagy a líciai közvetlen őse, vagy egy közeli rokon idióma".

## Sémi nyelvek
Cyrus H. Gordon, miután korábban rámutatott arra, hogy a Lineáris A egyes szavainak szemita gyökerei vannak, 1966-1969-ben először azt javasolta, hogy a szövegek szemita szókincset tartalmaznak, amely olyan lexikai elemeken alapul, mint a kull-, ami 'minden' jelentésű Gordon morfológiai bizonyítékokat használ fel arra, hogy az u- a Lineáris A-ban a szemita kopulához hasonlóan u- előtagként szolgál. Gordon kopulája u- azonban egy hiányos szóösszetételen alapul, és még ha Gordon egyes azonosításai igazak is lennének, a sémi nyelvre vonatkozó teljes ügy még nem épült fel.

## Föníciai
2001-ben az Ugarit-Forschungen című folyóiratban jelent meg Jan Best "The First Inscription in Punic-Vowel Differences in Linear A and B" című cikke, amely azt állította, hogy bemutatja, hogyan és miért jegyzi a Linear A a föníciai nyelv egy archaikus formáját. Ez Cyrus Gordon kísérleteinek folytatása volt a minószi és a nyugati szemita nyelvek közötti kapcsolatok megtalálásában.

## Indo-iráni
Egy másik, a szótagjelek gyakoriságán és teljes paleográfiai összehasonlító vizsgálatokon alapuló újabb értelmezés szerint a minószi Lineáris A nyelv az indoeurópai nyelvek indo-iráni családjába tartozik. Hubert La Marle tanulmányai tartalmazzák a nyelv morfológiájának bemutatását, kerülik a fonetikai értékek teljes azonosítását a Lineáris A és B között, valamint a Lineáris A és a krétai hieroglifák összehasonlítását is. La Marle a gyakorisági számítások alapján azonosítja a Lineáris A-ban írt szótagok típusát, és figyelembe veszi a szókincsben szereplő kölcsönszavak problémáját.
Hubert La Marle Lineáris A értelmezését azonban némi kritika érte; John Younger, a Kansasi Egyetem munkatársa elutasította, aki kimutatta, hogy La Marle akaratlagosan hibás és önkényes új átírásokat talált ki, amelyek a sok különböző írásrendszerrel való hasonlóságon alapulnak (mint a föníciai, hieroglifikus egyiptomi, hieroglifikus hettita, etiópiai, cipro- minószi stb. ), figyelmen kívül hagyva a megállapított bizonyítékokat és a belső elemzést, míg egyes szavak esetében La Marle vallási jelentéseket javasol, kitalálva istenek és szertartások neveit. 2010-ben La Marle cáfolatot tett "An answer to John G. Younger's remarks on Linear A" című írásában.

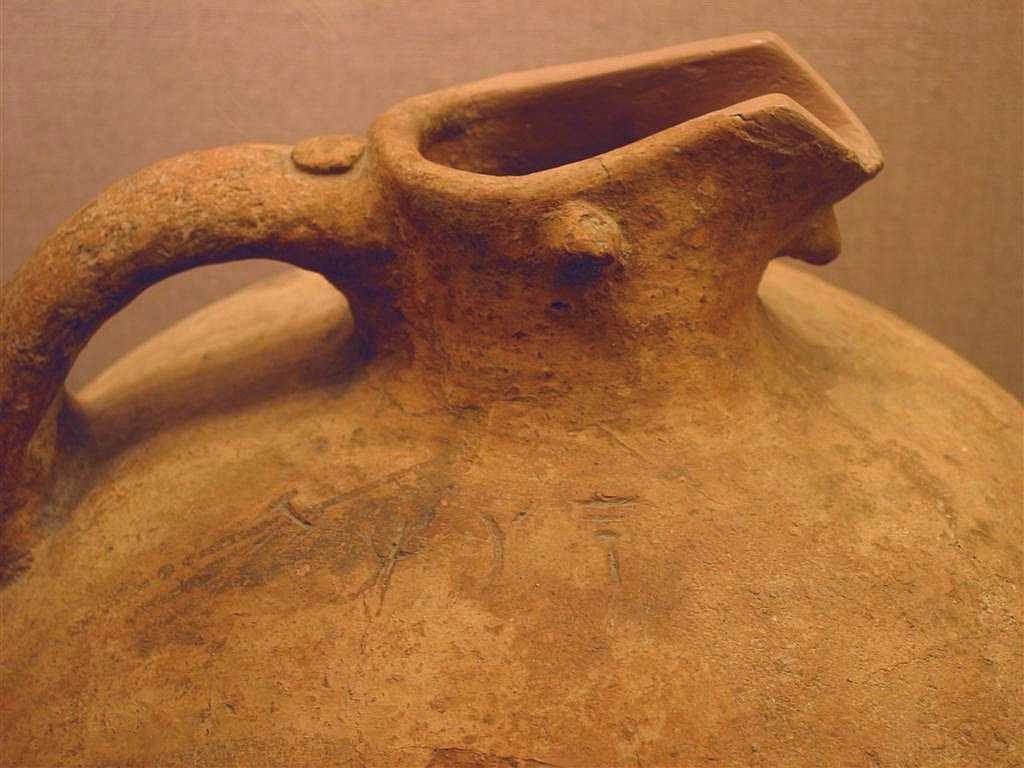
Régi váza lineáris A jelekkel

## Tyrréniai
Giulio M. Facchetti olasz tudós megkísérelte a Linear A-t az etruszk, a rhaeti és a lemniai nyelveket magában foglaló tirrén nyelvcsaládhoz kapcsolni. Ezt a nyelvcsaládot a Kr. e. 2. évezredből származó, néha pre-görögnek nevezett indoeurópai mediterrán szubsztrátumnak tartják. Facchetti felvetett néhány lehetséges hasonlóságot az etruszk nyelv és az ősi lemniai, valamint más égei-tengeri nyelvek, például a minószi között.
Michael Ventris, aki (John Chadwickkel együtt) sikeresen megfejtette a lineáris B-t, szintén hitt a minószi és az etruszk nyelv közötti kapcsolatban. Ugyanezt a nézőpontot támogatja az orosz S. Yatsemirsky és Raymond A. Brown is.

## Egyéb nyelvek
Monti morfematikai elemekre alapozott hurri-urartoszi hipotézist állított fel. Újabban arra a nézetre tért át, hogy "a közvetlen rokonságot e nyelv és a hurri-urartoszi (vagy bármely más ergatív nyelv) között ki kell zárni". Egy indoeurópai hipotézist javasolt Witczak és Zawiasa a kombinatorikus adatok elemzése alapján, főként a libikókaformulákban. Egy proto-indoeurópai alapú megfejtés is javasoltak. Alexander Akulov és Peter Schrijver azt állította, hogy az A vonalas nyelv a hatti nyelv egy meglehetősen közeli rokona.

## Az egyes szavak megfejtésére tett kísérletek
Egyes kutatók szerint néhány szó vagy szóelem felismerhető, anélkül, hogy (még) lehetővé tennének bármilyen következtetést a más nyelvekkel való rokonságra vonatkozóan. Általában a B-vonalbeli szöveggel való analógiát használják arra, hogy a szótaghangok fonetikai értékeit javasolhassák. John Younger különösen úgy véli, hogy a helynevek általában bizonyos pozíciókban jelennek meg a szövegekben, és megjegyzi, hogy a javasolt fonetikai értékek néha megfelelnek a B-vonalbeli szövegekben szereplő ismert helyneveknek (és a mai görög neveknek). Hasonlóképpen, az A vonalban a MA+RU szónak a gyapjút javasolják jelenteni, és megfelel egyrészt egy ilyen jelentésű B vonalbeli piktogramnak, másrészt az ugyanilyen jelentésű klasszikus görög μαλλός szónak (ebben az esetben a minószi nyelvből származó kölcsönszónak).

## Fordítás
- Ez a szócikk részben vagy egészben  a   Linear A című angol Wikipédia-szócikk ezen változatának fordításán alapul.  Az eredeti cikk szerkesztőit annak laptörténete sorolja fel. Ez a jelzés csupán a megfogalmazás eredetét és a szerzői jogokat jelzi, nem szolgál a cikkben szereplő információk forrásmegjelöléseként.